# Гродзисько (Стшелецький повіт)
Гродзисько (пол. Grodzisko, нім. Grodisko, 1936—45: Burghof) — село в Польщі, у гміні Стшельці-Опольські Стшелецького повіту Опольського воєводства.
Населення — 715 осіб (2011).
У 1975—1998 роках село належало до Опольського воєводства.

## Демографія
Демографічна структура станом на 31 березня 2011 року:
|          | Загалом | Допрацездатний вік | Працездатний вік | Постпрацездатний вік |
| -------- | ------- | ------------------ | ---------------- | -------------------- |
| Чоловіки | 353     | 66                 | 236              | 51                   |
| Жінки    | 362     | 71                 | 215              | 76                   |
| Разом    | 715     | 137                | 451              | 127                  |